# Смольний собор
 Смольний собор  - найбільший собор серед сакральних споруд міста Санкт-Петербург. Пам'ятка архітектури доби бароко і ампіру. Парафія скасована в 20 столітті, будівля використовується як багатофункціональний мистецько-адміністративний центр.

## Задум імператриці

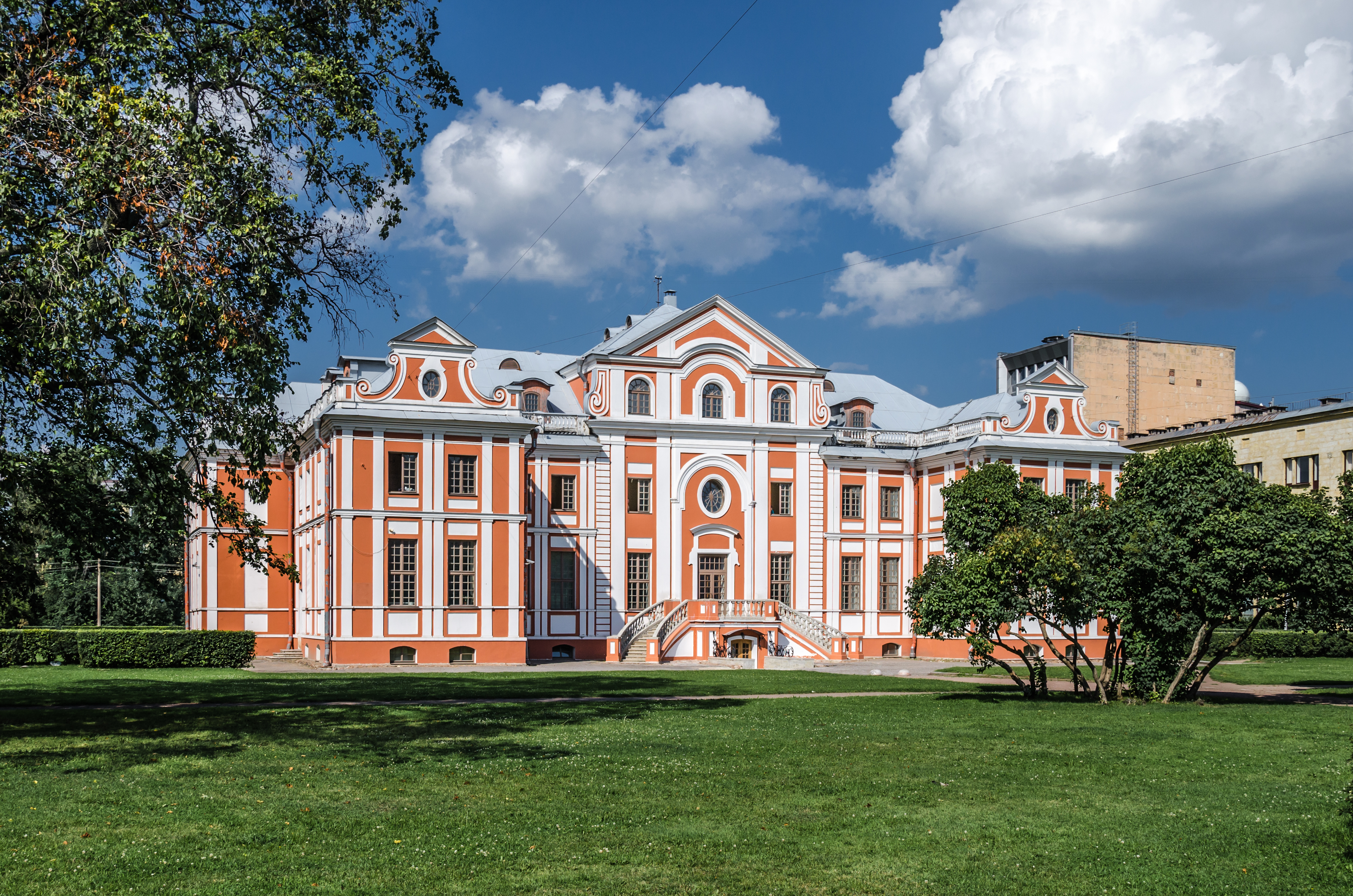
Хороми вельможі Кікіна - після реставрації.

Цю земельну ділянку почали забудовувати майже відразу після заснування Петербургу. Бажання обжити і захистити щойно відвойовані та приєднані до Московії береги Балтики та річки Нева штовхало до вкрай швидкої їх забудови. Тимчасові дерев'яні палаци вельмож і царя межували поряд з виробничими будівлями. Неподалік постали хороми царського денщика і вельможі Кікіна, а також Шпалерна майстерня( що пізніше дала назву вулиці), Ливарний двір, Смоляний двір, де зберігали смолу і корабельні матеріали для створення вітрильників. 
Район мав характер аристократичного поселення і виробничого комплексу водночас. Ливарне виробництво і Смоляний двір тісно пов'язані з полум'ям, неодноразово горіли. Горіли і дерев'яні садиби вельмож. В чергову пожежу згоріла і садиба, де мешкала дочка Петра - Єлизавета. Згодом виробничі і житлові функції району розмежували. Аристократичний район перемістився до Адміралтейства та в район Мільйонної вулиці. В виробничому районі головував Смоляний двір і це закрипилося в топоніміці міста.
Вже підстаркуватою імператрицею Єлизавета Петрівна згадала про колишню дерев'яну садибку свого дитинства і забажала побудувати там величний монастир, де б могла доживати віку. Вона планувала стати настоятелькою нового монастиря в оточенні  120 черниць з аристократичних родин. 
Гігантоманія переслідувала імператрицю і під час проектування монастиря, і під час його будівництва. Так, у травні 1754 року вона наказала створити дзвін для «свого монастиря» в 12.000 пудів і шести метрів в діаметрі. Створити такий дзвін до смерті імператриці не встигнуть. Хрест куполу реального Смольного собору сягне позначки у дев'яносто три ( 93, 7 ) метри. А його довжина - шість метрів.
Задум імператриці, схожий на нереальну казку чи утопію, і був вимушений реалізувати надвірний архітектор Бартоломео Растреллі.

## Розташування

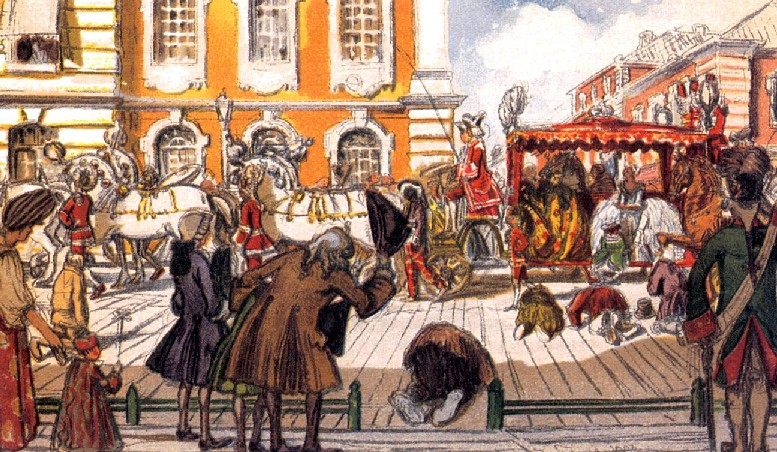
Бенуа Олександр Миколайович. «Імператриця Єлизавета Петрівна їде Петербургом», 1903 р.

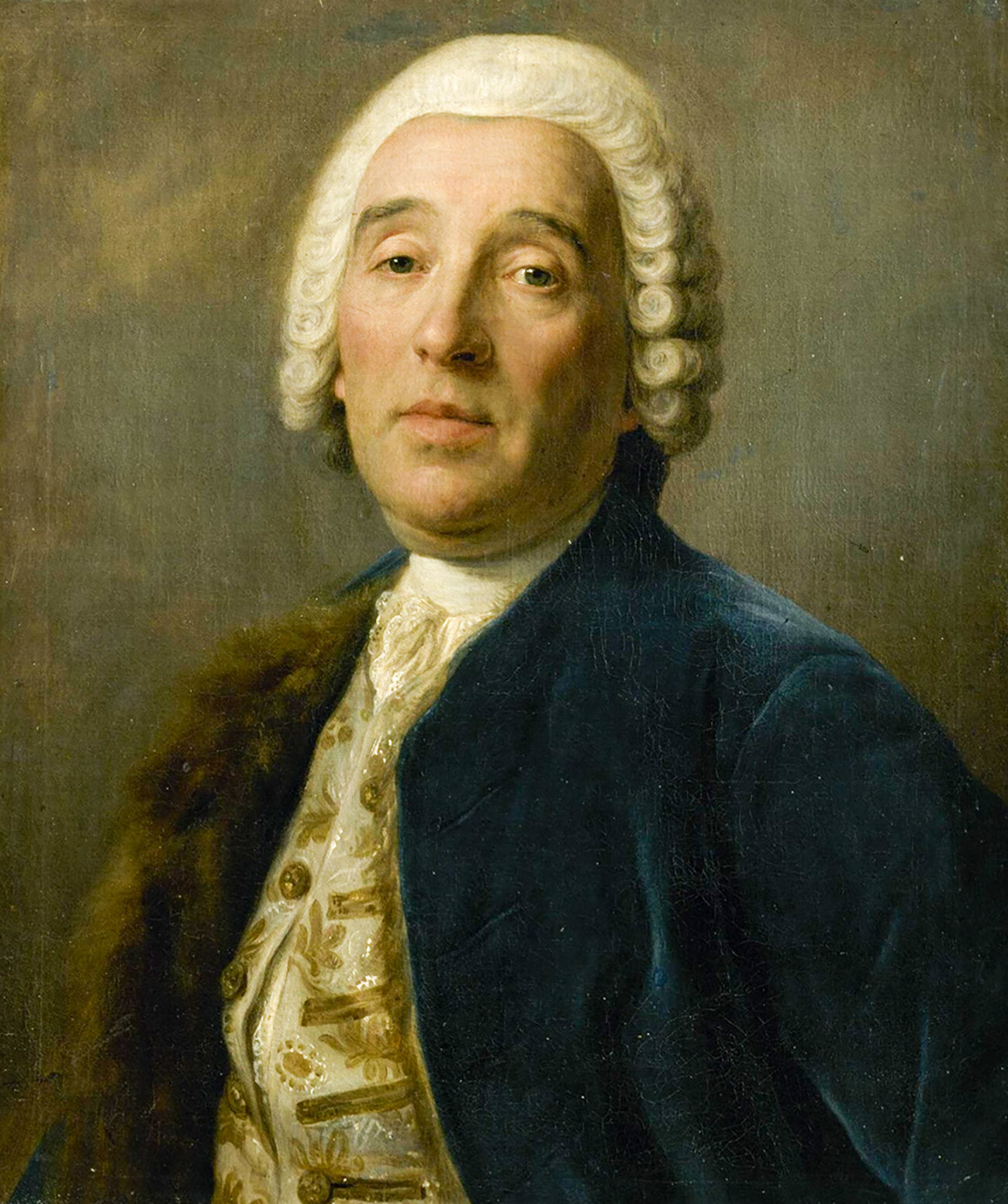
Худ. Ротари. Портрет Ф. Б. Растреллі

Надвірний архітектор створив величний проект, який переробляв декілька разів, аби задовольнити амбіції і примхи імператриці. Монастир мало нагадував російські і за розмірами, і за розкішшю, бо був чимось середнім між царським палацом і душпастирським закладом. Головний собор монастиря (за первісним задумом архітектора) мав один величний купол. Імператриця забажала п'ятикупольну композицію, як в соборах Москви. Справжньою мукою для Растреллі став проект дзвіниці, яку імператриця побажала бачити більшою, ніж дзвіниця Іван Великий Московського Кремля. Архітектор створив проект 140-метрової дзвіниці, яка б стала найбільшою в столиці Російської імперії.
Дзвіниця стане найбільшим головним болем архітектора, бо потребувала довгих розрахунків і надзвичайно глибокого котловану для велетенських фундаментів-підмурків. Адже місцевість була низинна, волога і наближена до річки Нева. ( Залишки підмурків знайдені під час археологічних розкопок на початку 21 століття. )
Гроші почали надходити майже відразу. І у 1748 році новий монастир і собор зафундували. Його первісна назва - Воскресенський Новодівочий. Але за місцевою традицією собор і монастир почали називати Смольним - за близькість до Смоляного двору.

## Модель собору і монастиря
Аби імператриця і вельможі могли бачити майбутню споруду, створили архітектурну модель сакрального закладу. 
Шість найкращих теслярів створили макет, який тішив очі імператриці і гостей столиці. Головував над теслярами іноземець Якоб Лоренцо, а робили росіяни - Михайло Гаврилов, Олексій Фоткін, Никифор Тихонов, Тимофій Колоткін, Микита Пекішев, Дмитро Голубєв.
Пізніше макет перевезли ближче до будівельного майдану і демонстрували в спеціальній « модельній світлиці ». ( Архітектурна модель збережена як історична пам'ятка доби бароко і передана на експонування в Науково-дослідний музей Петербурзької Академії мистецтв. )

## Проект архітектора Растреллі

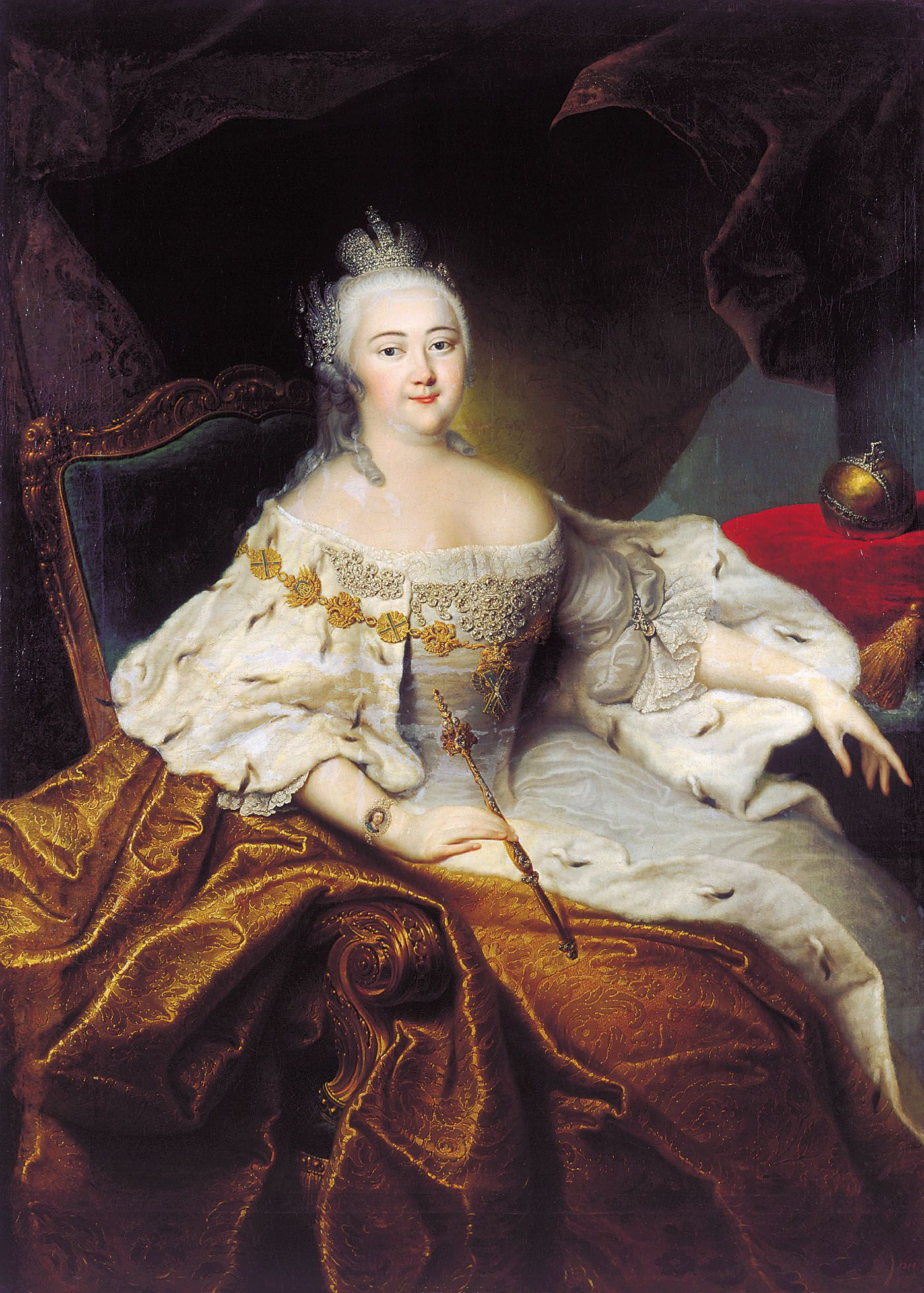
Єлизавета Петрівна

Смольний собор за поземним планом нагадує грецький хрест, збагачений чотирма кутовими залами, видовженими вівтарем ( апсида ) та притвором - папертю. Важкувата ззовні нижня частина собору увінчана компактною групою куполу і чотирьох веж, струнких і високих. Останні головують навкруг, маючи неабияке містобудівне значення як у районі, так і з протилежного берега річки. Грецький хрест покладено і у розпланування монастирських корпусів, найближчі до собору кути якого вінчають чотири менші «домові» церкви. «Домові» церкви поєднані монастирськими корпусами в єдине коло, щоб в холодну пору вельможні чорниці не виходили на дощі, сніг, мороз чи хуртовину.
Куполи менших церков підтримують 10 веж з куполами кам'яної огорожі монастирської території, що має площу трьох тисяч квадратних метрів. За проектом Растреллі, монастирський комплекс доповнювали сади бароко і фігурний басейн - гаванець з водою (на випадок пожежі). Для вельможних чорниць передбачалися окремі приміщення і комори для зберігання майна, харчів і житла для служниць і обслуги. Мав монастир і 120 ділянок для городини і квітів - якраз за кількістю майбутніх вельможних черниць. 
Апартаменти для Єлизавети Петрівни мали майже палацовий характер. Собор і монастирську територію планували прикрасити скульптурами, барельєфами, декоративними вазами і смолоскипами, що зробило б комплекс наближеним до пишної палацової споруди ще більше.
Проект був настільки величним, що передбачав навіть перебудову форми річкового берега, де планували утворити парадну набережну на кшталт набережних з гаванцями, що вже мали - 
- Італійський палац матері Єлизавети Петрівни
- Меншиковський палац губернатора Санкт-Петербурга на Василівському острові
- Меншиковський палац (Оранієнбаум)
- палац імператриці у Петергофі.

До монастиря можна було дістатися як по суходолу кіньми, та і човнами по воді.

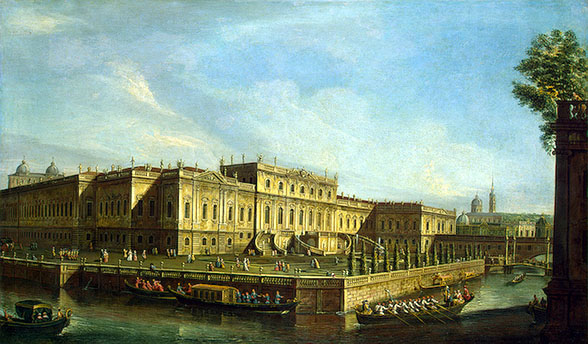
Літня резиденція Єлизавети Петрівни
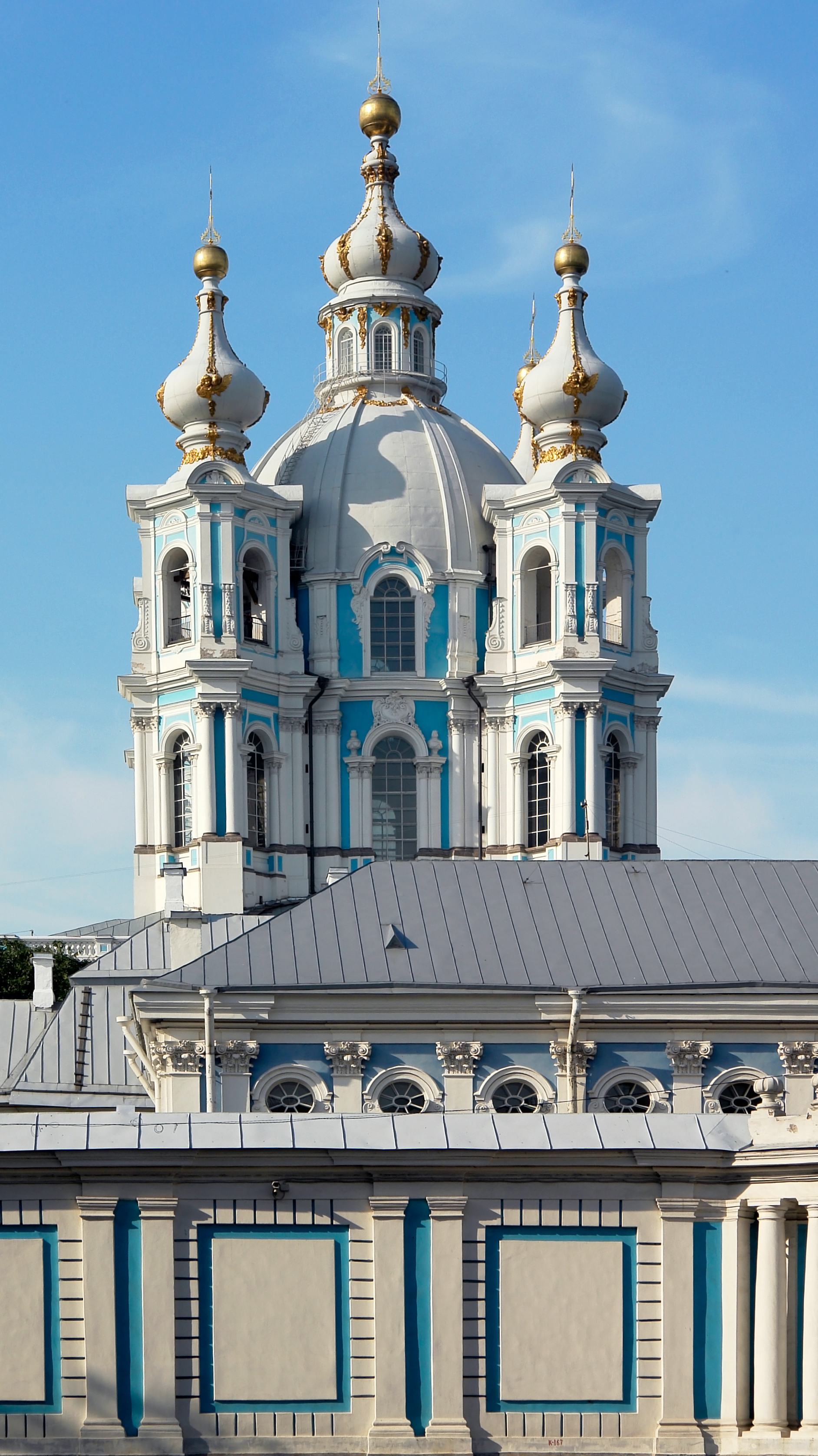
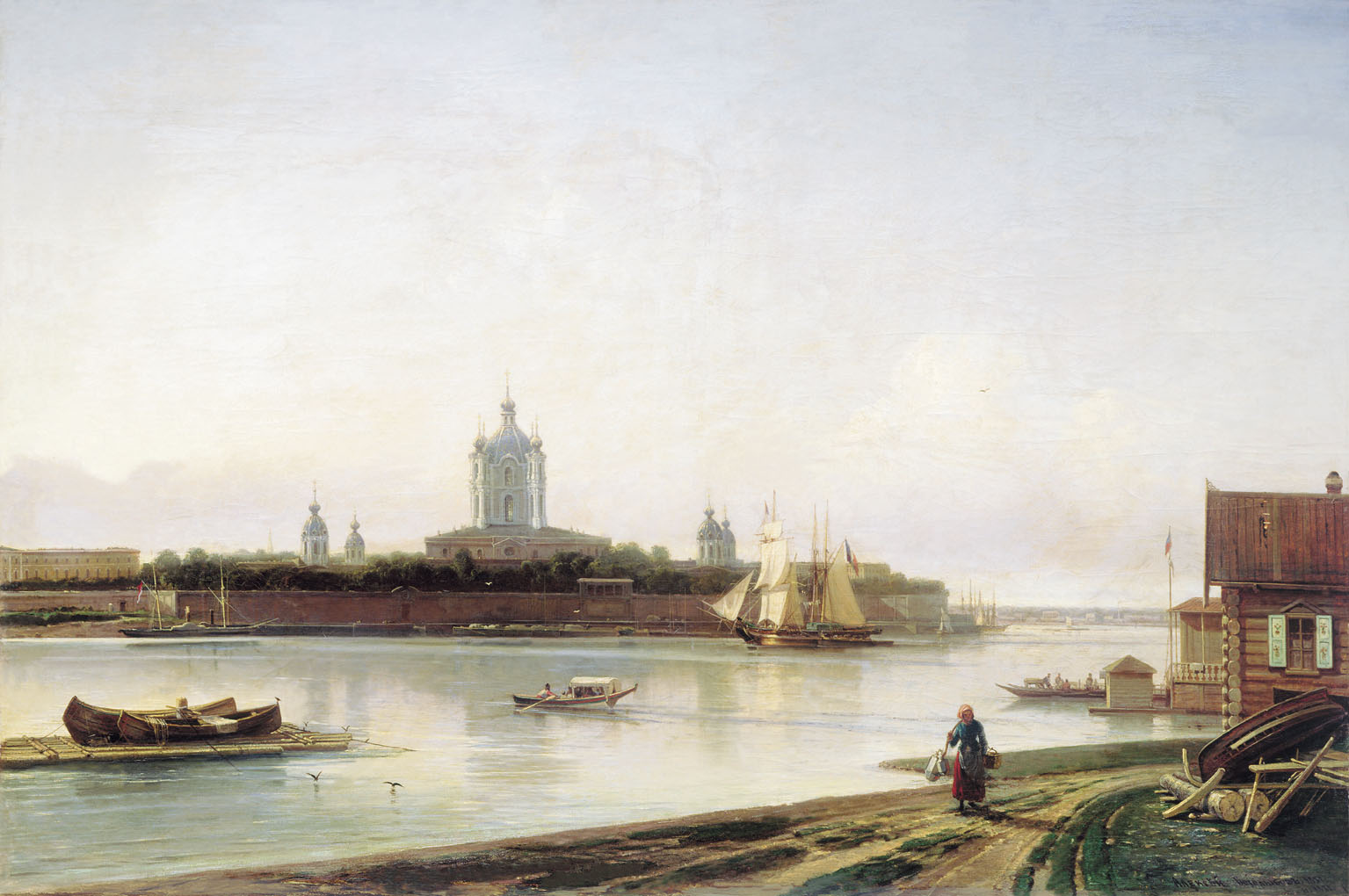

## Довгобуд
Велетенський будівельний майдан потребував значних людських ресурсів і значних коштів. В перші роки будівництва монастиря було задіяно 2.000 вояків з петербурзьких казарм та 1.500 робітників з Ярославської та Костромської губерній. Їх зобов'язали працювати по 12 - 14 годин на добу. Будівництво уповільнювалось і через брак матеріалів, і через брак працівників, і через вимоги значної якості самого будівництва, адже будували на століття вперед. Уповільненню будівництва заважали і інші велетенські будівельні проекти імператриці, серед яких - новий кам'яний Зимовий палац на Мільйонній вулиці ( перша споруда сучасного музею Ермітаж .) Подібного навантаження не витримувала і багата російська скарбниця. У 1761 році Єлизавета Петрівна померла у тимчасовому дерев'яному палаці, не дочекавшись ні нового Зимового палацу, ні нового Смольного монастиря. Будівництво призупинили, собор і монастир встигли вибудувати начерно. Дзвіницю за проектом Растреллі - не вибудували взагалі.
Палацовий переворот в Петербурзі, трон у 1762 році посіла Катерина ІІ. Вона швидко позбавлялася від оточення вельмож покійної Єлизавети Петрівни, стосунки з якою були поганими. Відсторонення від будівництва отримав і архітектор Растреллі, а через рік імператриця звільнила його взагалі без забезпечення пенсією. Новій імператриці розкішний Смольний монастир був ні до чого. А частку грошей і земель для казни вона отримала за рахунок закриття низки православних монастирів і конфіскації монастирських земель. Попереду будуть нові грандіозні будівельні кампанії Катерини ІІ, але з новою армією архітекторів і з новою стилістичною системою ( класицизм ).
Аби монастирські приміщення задіяти у власних проектах, імператриця Катерина ІІ розмістила в південному корпусі - Інститут благородних дівиць, в північному - вихованок Міщанського навчального закладу. Смольний собор залишили без декору, використовували лише кутові церкви. Частка церков пізніше стане парафіяльними. Формально Смольний собор спробували добудувати, їм займався архітектор Юрій Фельтен. 
Доля довгобуду спіткала і другий велетенський монастирський заклад Петербургу Олександро - Невський монастир. Головний собор монастиря загрожував завалитися і його розібрали до підмурків. В бароковому оточенні Невського монастиря новий Троїцький собор в стилі класицизм відбудує архітектор Старов Іван Єгорович. Він закінчив майже сторічну будівельну епопею по створенню монастиря, що стане згодом Олександро-Невською лаврою. Добудови Смольного собору і монастиря розтяглися на ще довший термін. Фінансування постійно скорочували і будівництво до смерті Катерини ІІ так і не завершили. 

## Креслення архітектора Растреллі
Ніхто не піклувався про збереження архіву архітектора Растреллі. Архів якось загубили ще у 19 столітті.
Частку його креслень продали за кордон і віднайшли їх пізніше в Польщі, у Варшаві. Авторські креслення Смольного собору і монастиря — нині надбання музею у Відні, Альбертіна.
Віднайдена в архівах частина креслень архітектора відносно Смольного монастиря не перевищує і двадцяти аркушів, хоча їх було значно більше. Але навіть у цих випадкових залишках постає могутній задум одного з найкращих архітекторів 18 століття.

## Новий архітектор в 19 ст.

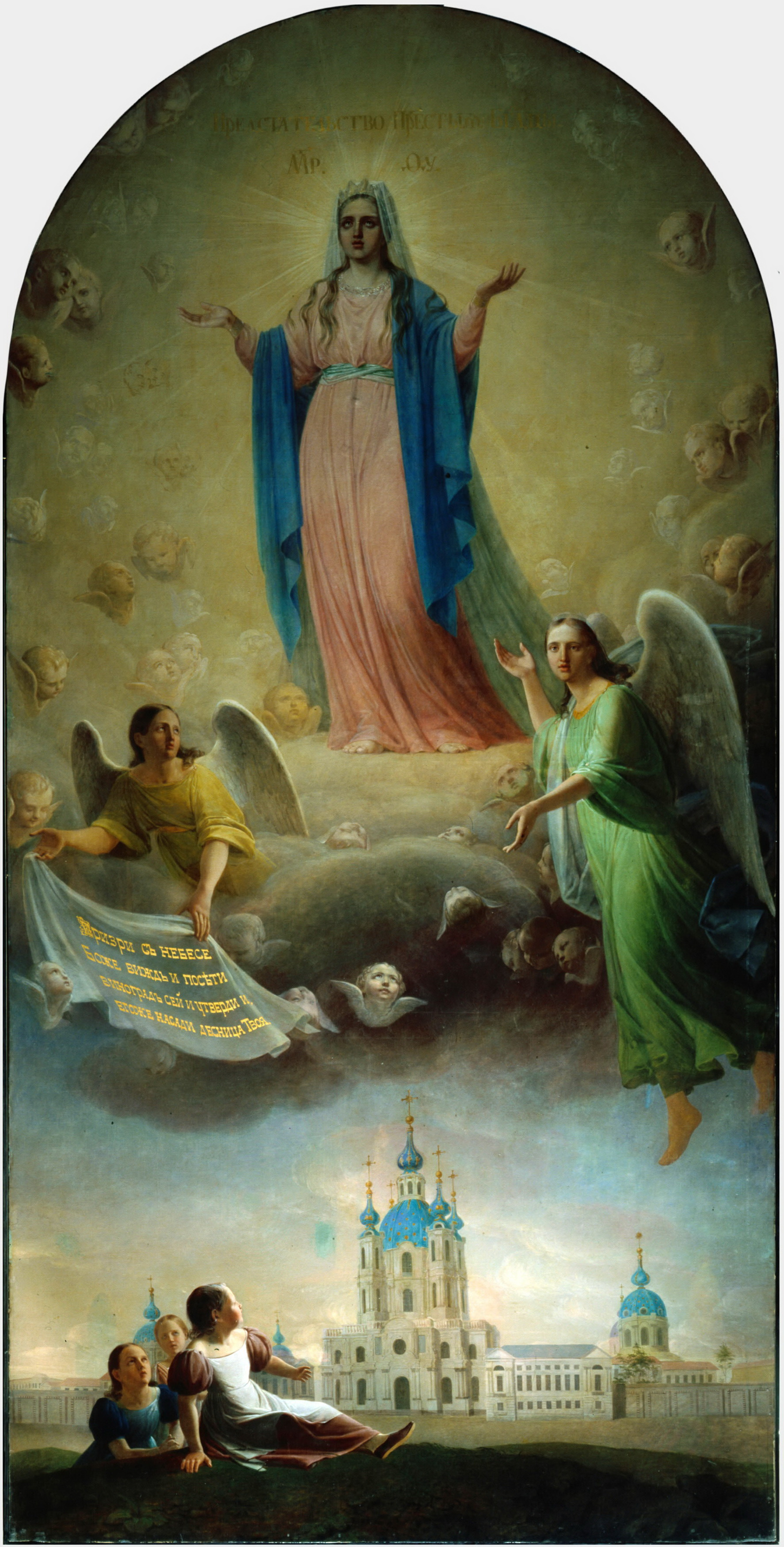
Худ. О. Венеціанов. Богородиця з вихованками Смольного інституту

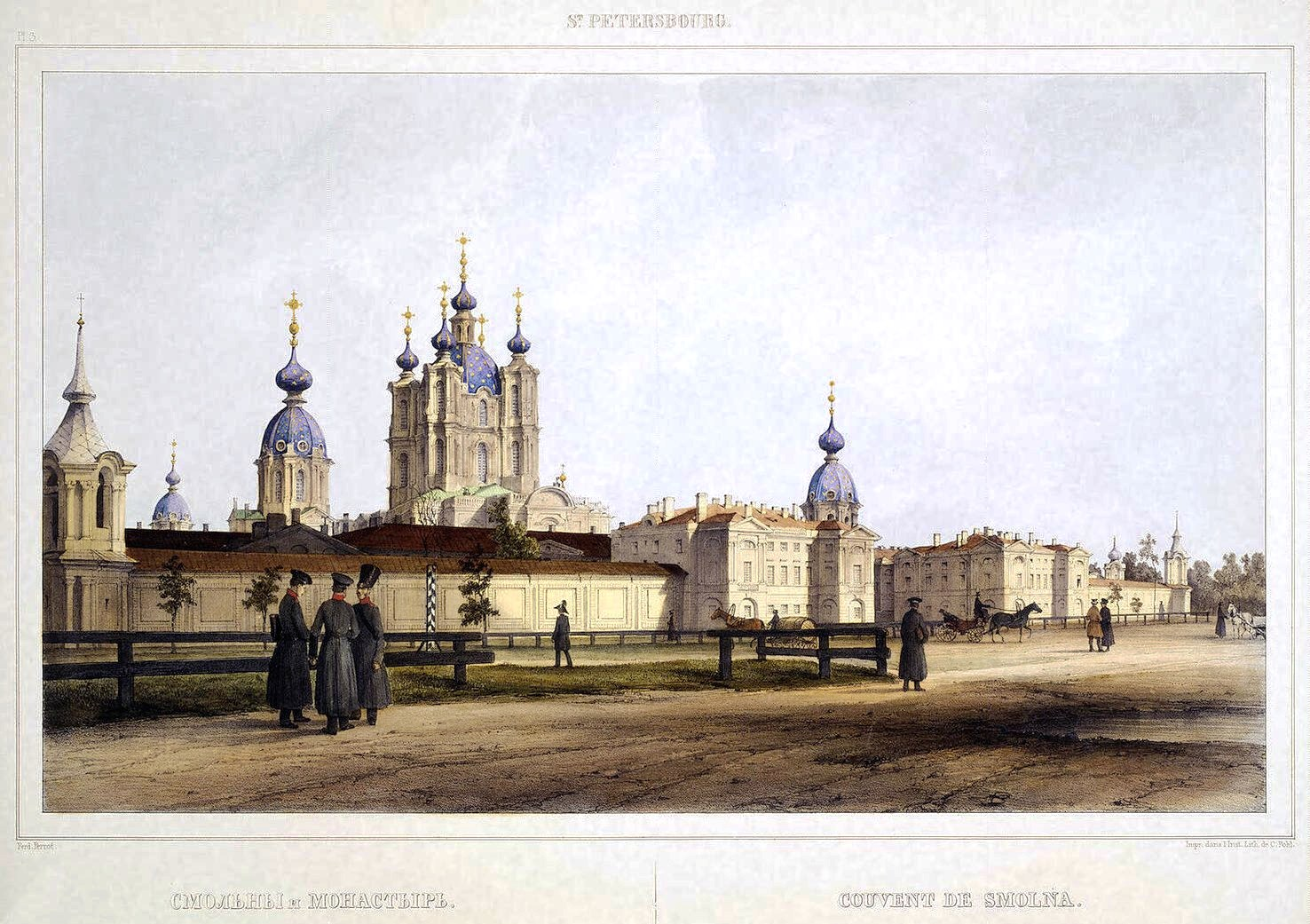
Смольний собор у 1841 році.

Лише у 1828 році відбувся конкурс на добудову Смольного собору, який виграв 63-річний Василь Стасов. Він обіймав посаду архітектора Його Імператорської величності кабінету (палацової контори російського імператора). Царський уряд надав фінанси і за три роки Стасов обладнав інтер'єри собору в стилі ампір. Холодний, помірковано-аскетичний і бідний декором інтер'єр ( без звичних фресок ) робили теплішими лише три іконостаси з золоченого дерева. Ікони (образи) для собору створив російський художник Олексій Венеціанов разом з учнями.
Стасов змінив не тільки інтер'єр собору, відмовившись від пишного і надто коштовного проекту Растреллі. Він відмовився і від будівництва дзвіниці на вході, а парадний фасад монастирського комплексу відкрив на невелику площу з боку міста. Здичавілі барокові сади покинули, а згодом переробили на дешеві пейзажні, що не потребували значних коштів і клопоту. Парадний фасад на місто архітектор Стасов доповнив двоповерховими корпусами-флігелями в стилістиці бідного пізнього класицизму, що контрастували зі стилем Растреллі. В добу захоплення історичними стилями по смерті Стасова фасади цих флігелів одяг в нові шати, наближені до стилю Растреллі - архітектор Петро Таманський. Неприємний контраст класицизму і бароко ззовні був скасований, незважаючи на значні втрати декору середини 18 століття на всіх фасадах.
Собор висвятили лише у 1835 році за царя Миколая І. Відбулися урочистості, на які зібрали духовенство, учнів військових та цивільних училищ Петербурга і вихованок-дівиць. Собор в черговий раз перейменували і він отримав офіційну назву - Собор усіх навчальних закладів Петербурга. Але назва Смольний собор залишилася попри перейменування.
В кінці 19 століття на Московському тракті вибудували черговий монастир, що теж отримав назву Новодівочий. Тепер назва «Новодівочий» асоціювалася тільки з цім монастирем, на цвинтарі якого у 1910 році поховали геніального художника Врубеля, що помер в Петербурзі.

## Собор за часів СРСР

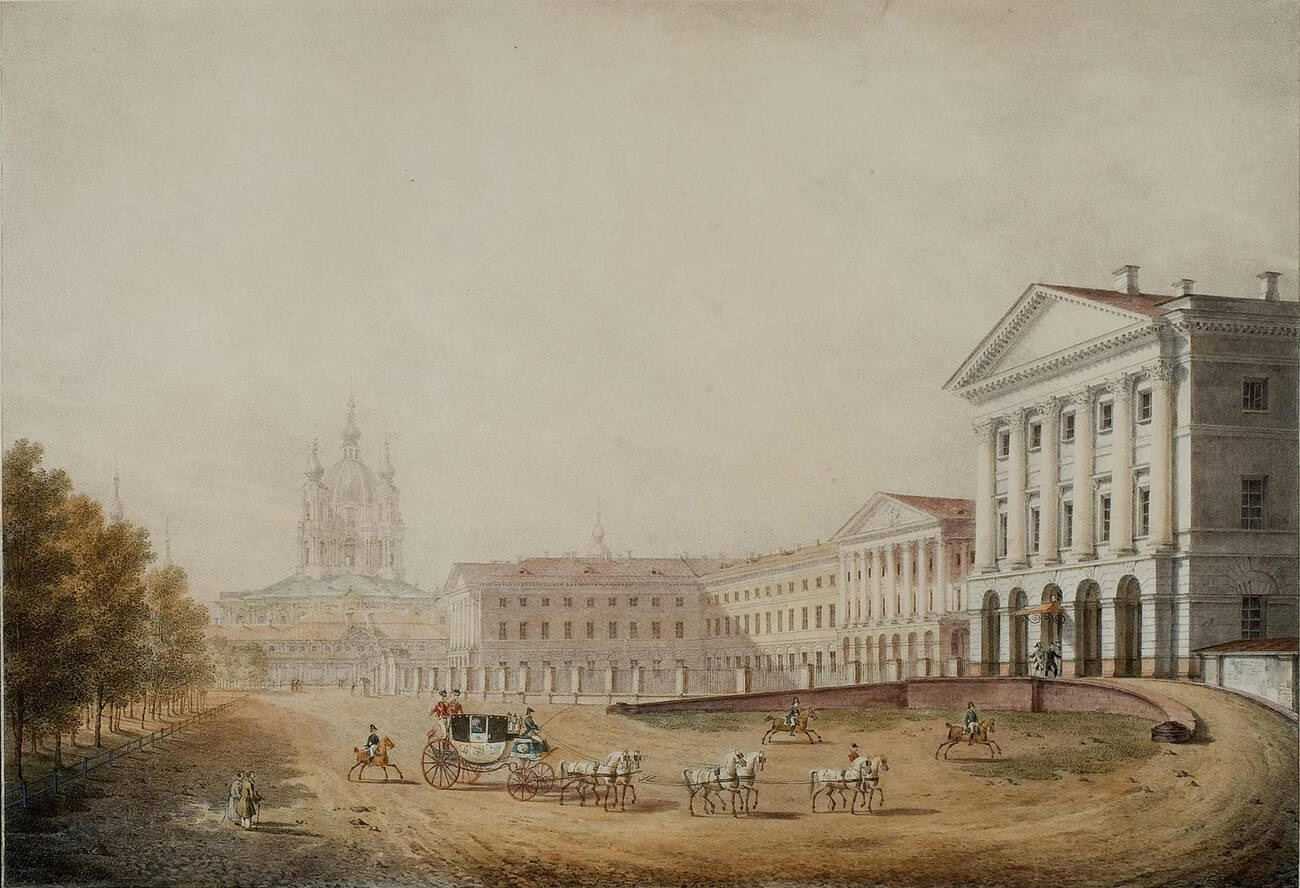
Смольний - штаб революції та Смольний Воскресенський собор.

Після більшовицького перевороту у жовтні 1917 року Смольний інститут став пам'яткою перевороту. А його приміщення, пишно наіменовані Штабом революції, стали головним корпусом радянського керівництва міста. На монастирські приміщення почався плановий наступ і пристосування до обслуги радянських чиновників і посадовців ( склади з продовольством, гаражі тощо).
Парафію скасували, а Смольний собор зачинили у 1923 році. Зачинили також сусідні чотири церкви та лютеранську кірху.
Усі церковні коштовності були конфісковані. Безслідно зникли кришталева балюстрада Смольного собору, золотий і срібний посуд, коштовні вінці імператриці Єлизавети Петрівни, передані Смольному собору, ікона Чернігівської Божої Матері, шати якої прикрашали золото і коштовне каміння. За часів СРСР Смольний собор офіційно рахувався - книжковим складом. Лише фасади собору і монастирського комплексу ремонтували без відповідної реставрації через сусідство з резиденцією місцевого уряду.
Дивним чином не чіпали три розкішні іконостаси Смольному собору, що існували ще до 1972 року. Іконостаси таки знищили у 1972 році в час реконструкції собору для чергової пропагандиської виставки в Ленінграді. Лише ікони пензля Венеціанова та його учнів отримав на збереження Державний Російський музей.

## Собор після відновлення капіталізму

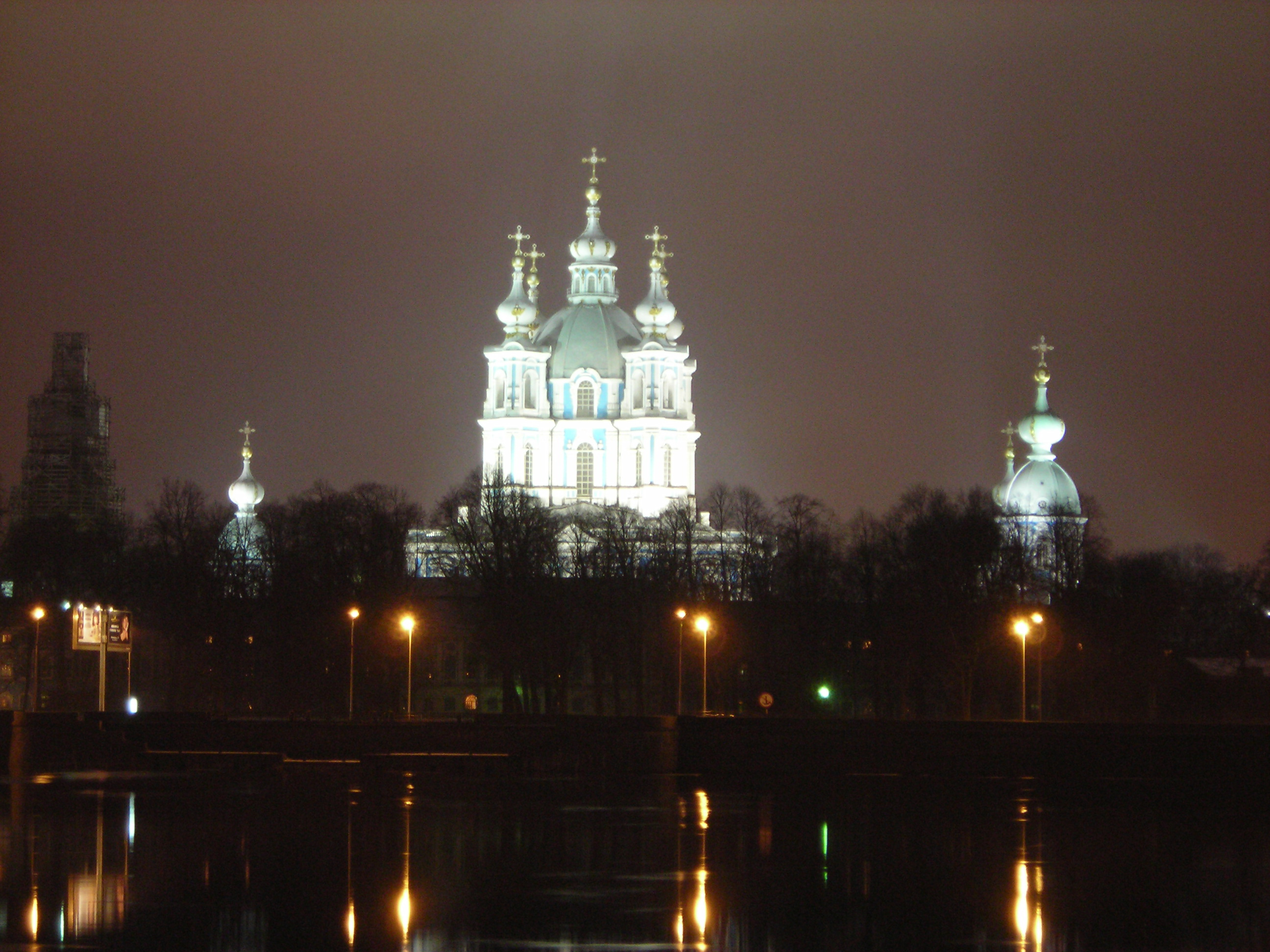
Смольний собор вночі

Після розвалу СРСР Смольний собор віддали під склад музею «Ісаакіївський собор» (з 2004 року). Згодом музейний заклад став Музеєм чотирьох соборів, де також були ще дві споруди - 
- Сампсоніївський собор на Виборзькій стороні
- Собор Спаса на Крові.

Розпочалося дослідження Смольного собору. Ще у 2001 році під час буревію упав шестиметровий хрест з куполу храму і пошкодив дах. Нещастя прискорило дослідження і ремонтно - відновлювальні роботи. В черговий раз відремонтували його фасади та відновили декор в стилі бароко. З підвалів собору вивезли декілька тон сміття, відремонтували дахи. В інтер'єрі відновили втрачені деталі доби ампіру без відновлення іконостасів. Будівлю собору реставрували, довго сушили, готуючи до функції виставкового і концертного залу, створили дерев'яну сцену. Собор отримав навіть власний орган.
В підвальних коморах обладнали артистичні грімуборні для акторів та музикантів, для технічних служб, а простір собору почали використовувати для виставок і концертів. Голі стіни обідраного собору наново потиньковані і побілені, їх прикрасили лише завісами та шторами в стриманій синюватій гамі декількох відтінків. Має інтер'єр і невеличку музейну експозицію, що не заважає проведенню бізнесових нарад, концертів інструментальної музики та хорового співу.
Південний неф собору у 2009 році вивільнили від крісел концертного залу. Його з 2010 року пристосували для богослужінь. Казанский катедральный собор Санкт-Петербургу передав сюди старовинний престол. На вівтарі - копія напрестольного образу Богородиці, створеного О.Г. Венеціановим, що зберігає Російський музей. Служба божа правиться лише у неділю.

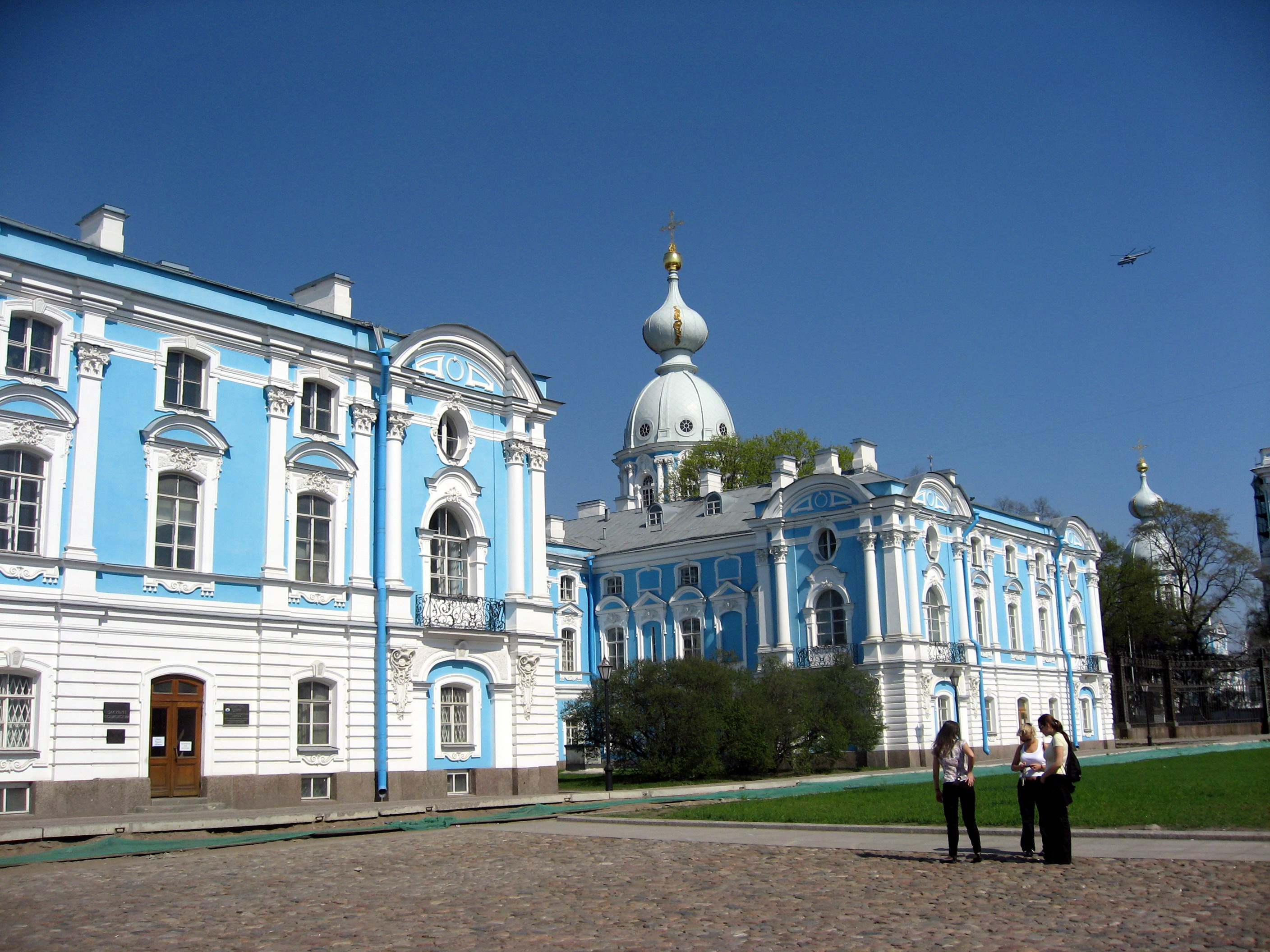
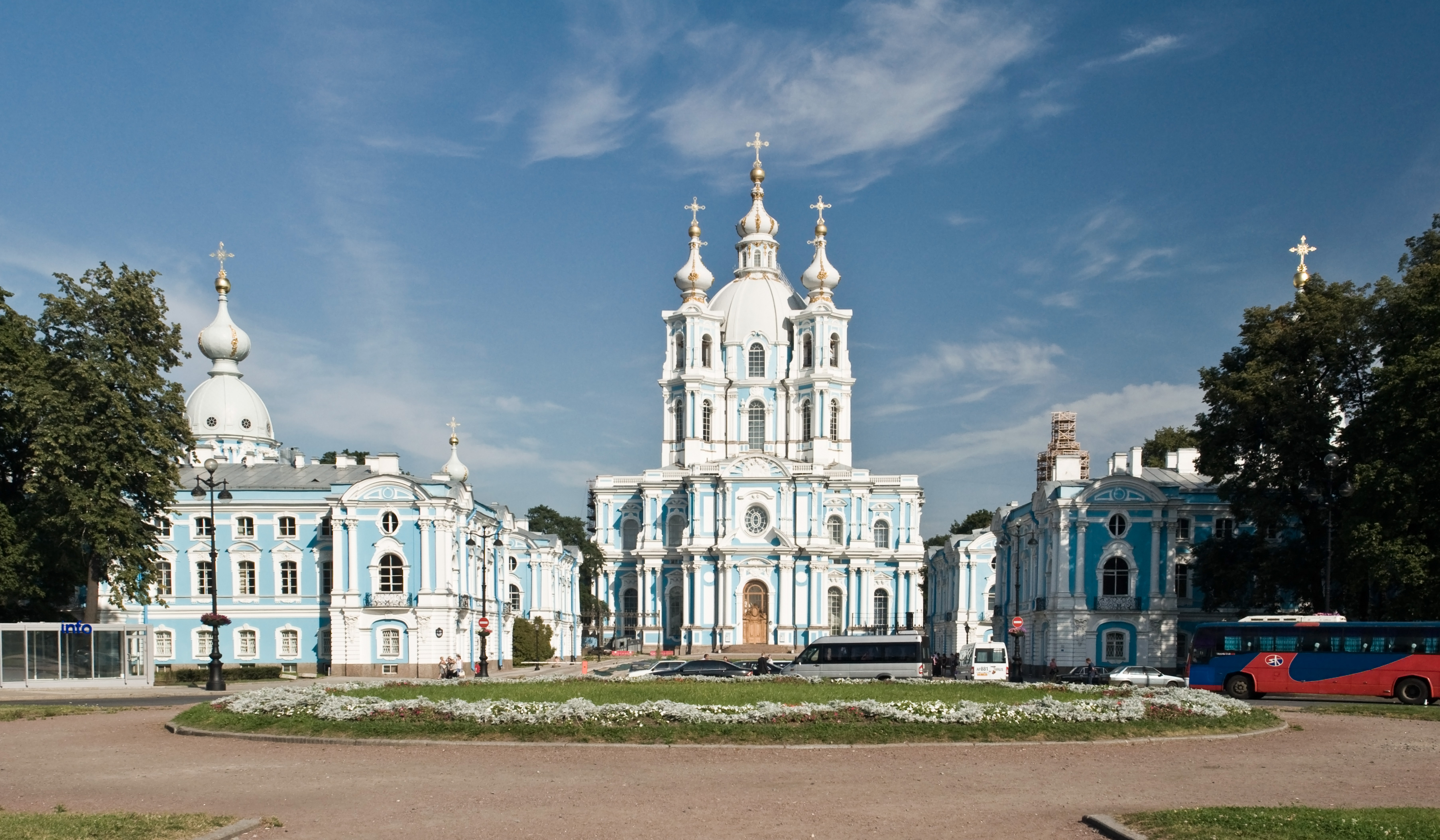
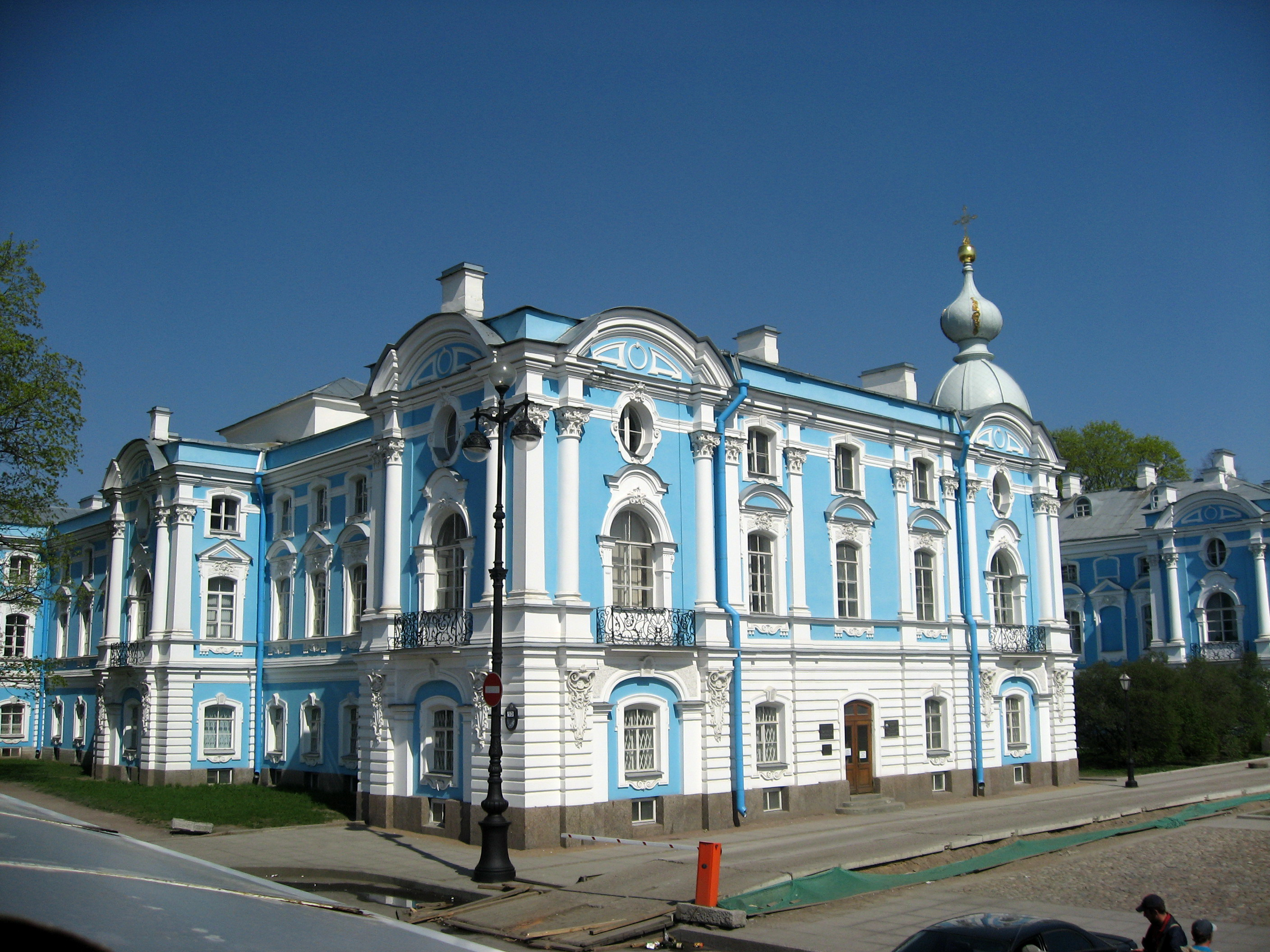

## Музейний показ

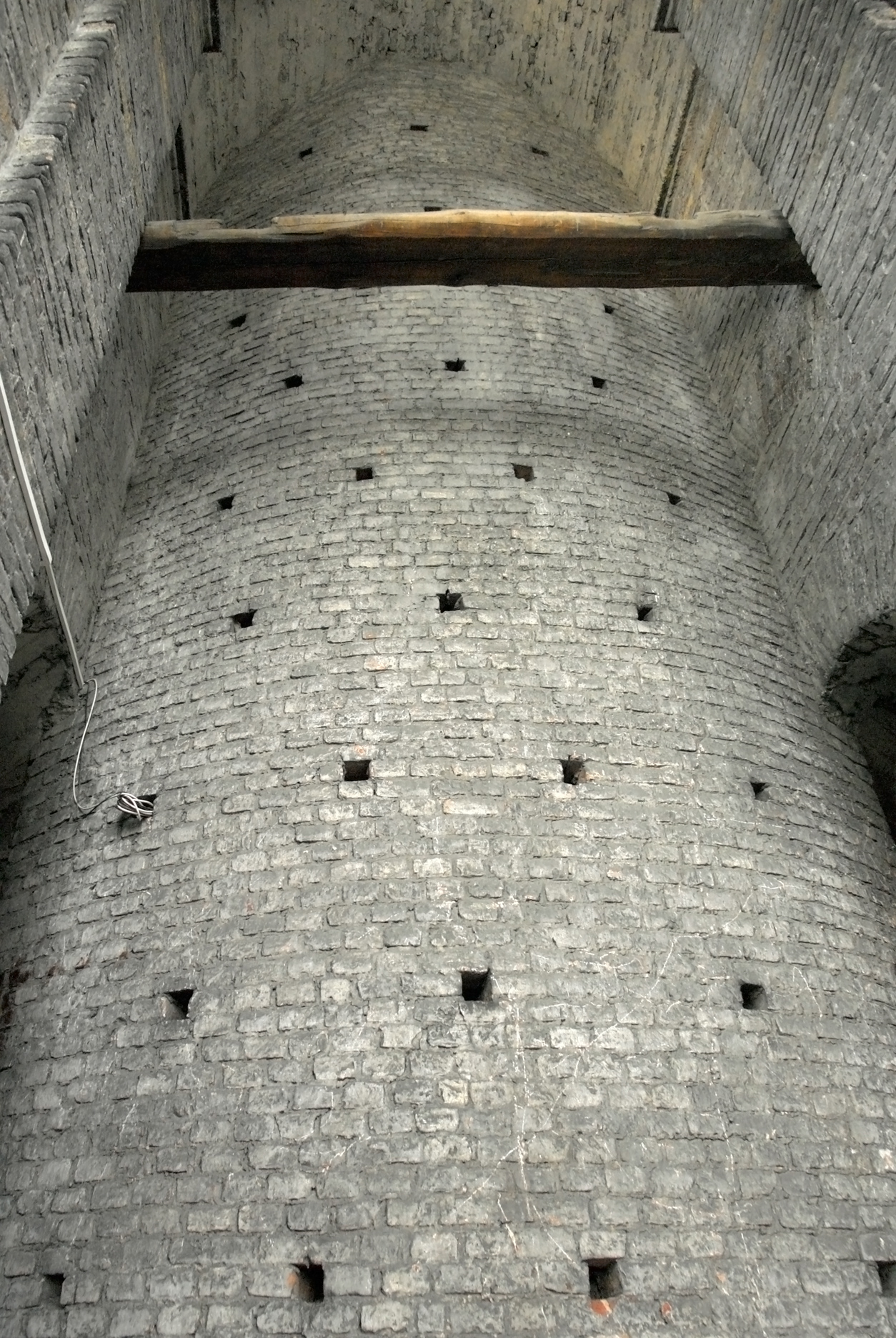
Конструктивна внутрішня вежа в соборі

Вже під час ремонтів розпочався музейний показ приміщень грандіозного Смольного собору. Окрім виставок живопису і графіки в музейний показ увійшли і інженерні конструкції дахів собору, адже Вартоломей Растреллі будував собор за індивідуальним проектом. І інженерні конструкції дахів, що не змінилися з 18 століття, теж унікальний музейний експонат. Керівництво музею має власні плани на музеєфікацію цегляних інженерних конструкцій та пристосування його приміщень до вимог багатофункціонального культурного закладу. Змонтовані сучасні системи електричного освітлення, акустики, протипожежна система. Має тепер собор і оглядовий майданчик на одній з веж собору.
У 2010 році на честь 175 - річного ювілею Смольного собору Санкт-Петербурзький монетний двір виконав пам'ятну медаль, надрукували книгу про собор. До ювілею Смольного собору створили і спеціальний поштовий конверт.
Площа перед Смольним собором отримала назву на честь Растреллі.

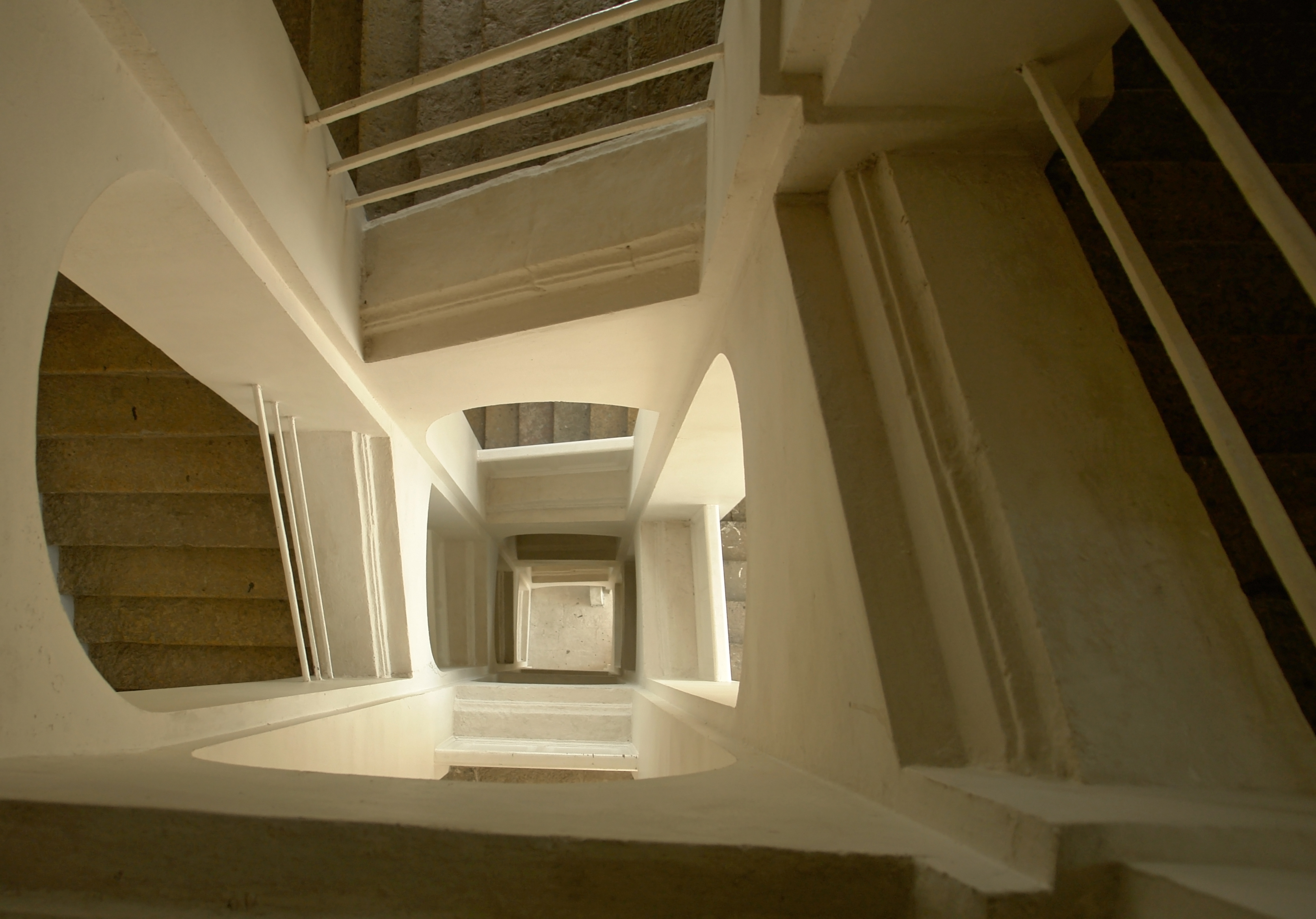
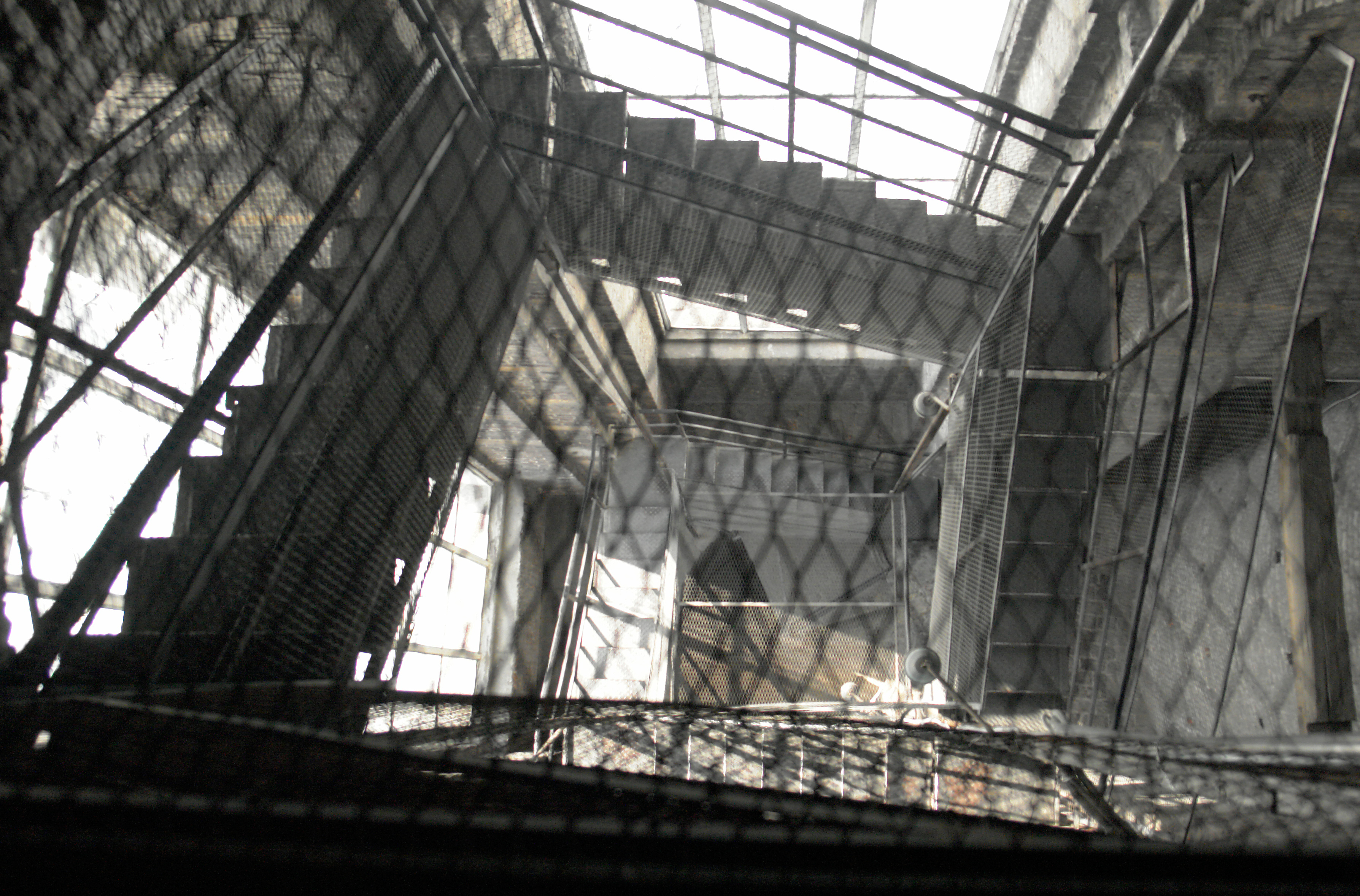
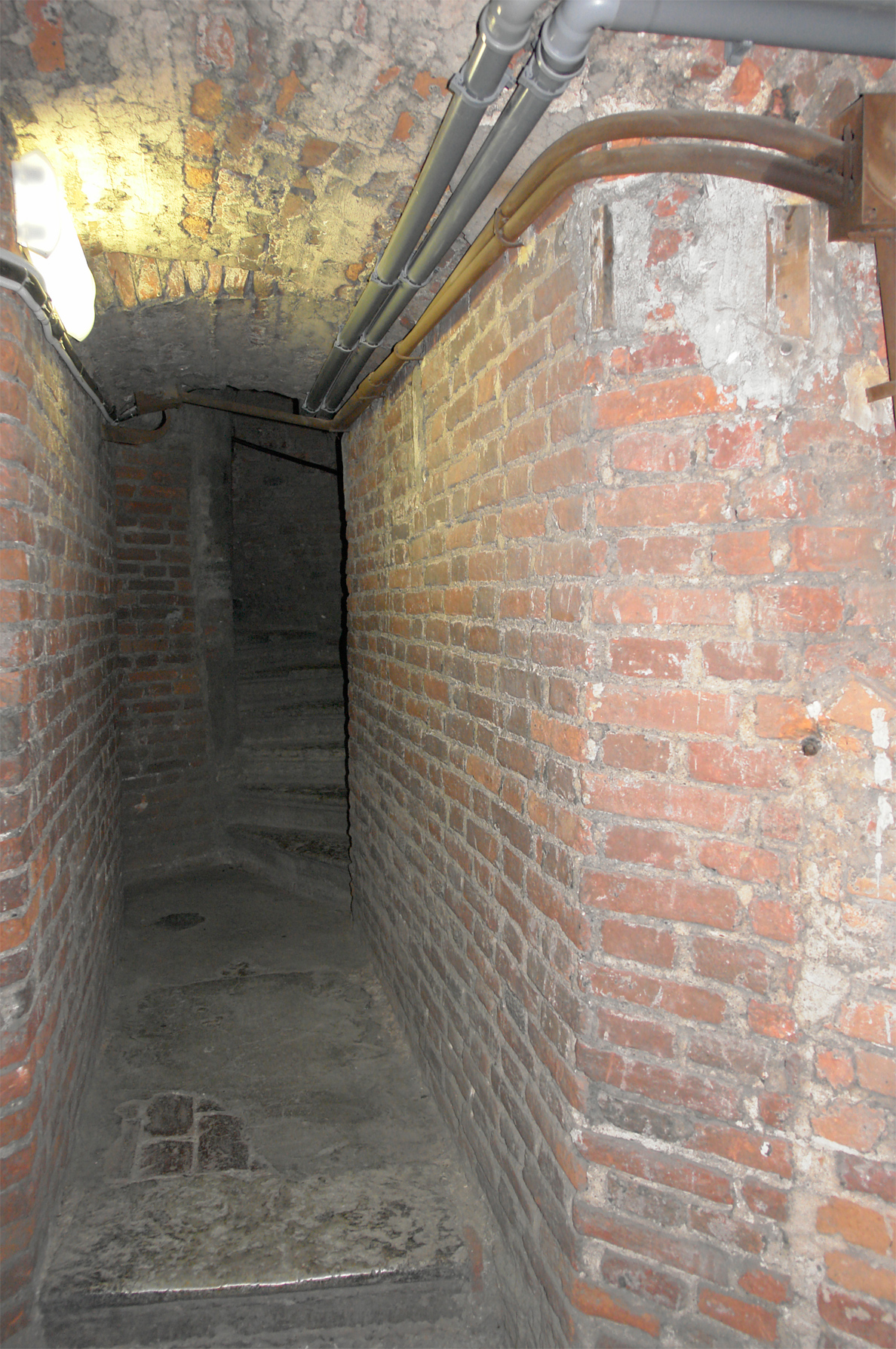